# 𝼐
Cette page contient des caractères spéciaux ou non latins. S’ils s’affichent mal (▯, ?, etc.), consultez la page d’aide Unicode.
𝼐 (uniquement en minuscule), appelé petite capitale k culbuté, est une lettre additionnelle de l’écriture latine qui a été utilisée dans certaines variantes non standard de l’alphabet phonétique international pour représenter un clic de manière générique avec une articulation secondaire.

## Utilisation
Dans les Principes de 1949 de l’Association phonétique internationale, le 𝼐 est mentionné comme symbole utile pour représenter une consonne générique, aujourd’hui plutôt représentée avec un C majuscule.
Julian Bradfield utilise le 𝼐 comme méta symbole pour un clic générique dans une article sur les clics publié dans le journal Phonology en 2014,.

## Représentations informatiques
La petite capitale k culbuté peut être représenté avec les caractères Unicode (Latin étendu-G) suivants :
| formes    | représentations | chaînes de caractères | points de code | descriptions                                      |
| --------- | --------------- | --------------------- | -------------- | ------------------------------------------------- |
| minuscule | 𝼐               | 𝼐                     | U+1DF10        | lettre minuscule latine petite capitale k culbuté |